# Wertstoff

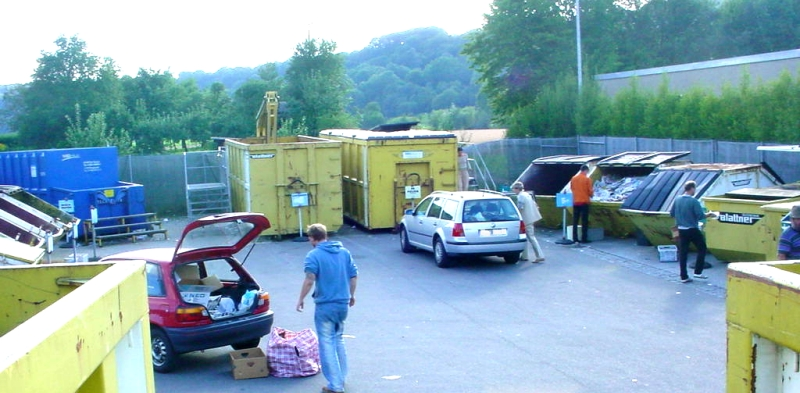
Typischer Wertstoffhof

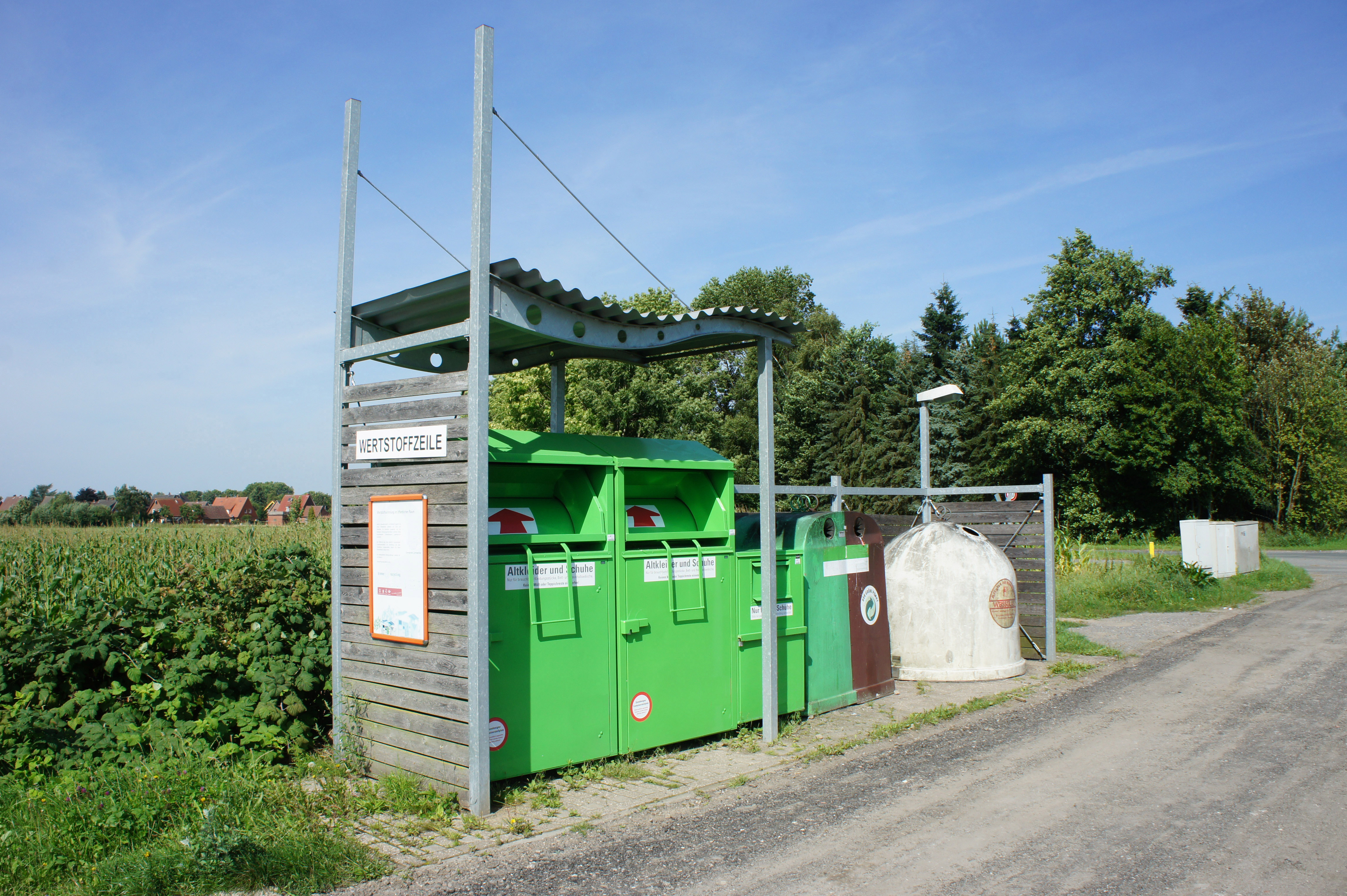
Wertstoffzeile, Altkleidercontainer und Glascontainer

Wertstoffe sind Stoffe, die nach ihrem Gebrauch wieder genutzt, zu anderen Produkten umgewandelt oder in Sekundärrohstoffe separiert werden können. Man kann sie wiederverwerten, wodurch sie in den Wirtschaftskreislauf zurückkehren.
In Deutschland kann man vielerorts Wertstoffe an Wertstoffhöfen anliefern. Dabei muss man Schrott, Papier, Zeitungen, Kartonagen, Holz- und Metallabfälle etc. in unterschiedlichen Containern entsorgen. Vor allem die verschiedenen Container für Plastikabfälle sorgen dabei für Sortierstress. Für Verpackungen etc. werden häufig Polyethylen (PE), Polyethylenterephthalat (PET) und Polystyrol (PS) eingesetzt. Diese sind dann oft sortenrein zu verteilen.
Die kommerzielle Sammlung von Wertstoffen wird seit Einführung der Verpackungsverordnung 1990 durch den Zusammenschluss von Entsorgungsfirmen durchgeführt, siehe Grüner Punkt.